# Schneebach (Drakestraße)
Koordinaten: 62° 10′ 0″ S, 58° 58′ 0″ W
Der Schneebach ist ein Bach auf der Fildes-Halbinsel von King George Island, der größten der Südlichen Shetlandinseln.
Er ist der nördliche von zwei Bächen, die den Schneesee zur Bothy Bay (auf der deutschen Karte von 1984 als „Seebärenbucht“ beschriftet) entwässern. Er entspringt dem nordwestlichen Ende des hufeisenförmigen Sees und fließt leicht nach Norden ausholend in westnordwestlicher Richtung zur Bucht, in die er nur wenig nördlich des Seebärenbachs einmündet.
Im Rahmen zweier deutscher Expeditionen zur Fildes-Halbinsel in den Jahren 1981/82 und 1983/84 unter der Leitung von Dietrich Barsch (Geographisches Institut der Universität Heidelberg) und Gerhard Stäblein (Geomorphologisches Laboratorium der Freien Universität Berlin) wurde der Bach zusammen mit zahlreichen weiteren bis dahin unbenannten geographischen Objekten der Fildes-Halbinsel neu benannt und dem Wissenschaftlichen Ausschuss für Antarktisforschung (Scientific Committee on Antarctic Research, SCAR) gemeldet.